# Ozarba abscissa
Ozarba abscissa là một loài bướm đêm trong họ Noctuidae.